# Masjavera
Masjavera (georgiska: მაშავერა) är ett vattendrag i Georgien. Det ligger i den sydöstra delen av landet, 30 km söder om huvudstaden Tbilisi. Masjavera mynnar som högerbiflod i Chrami.